# Lyell Glacier (glaciär i Sydgeorgien och Sydsandwichöarna)
Lyell Glacier är en glaciär i Sydgeorgien och Sydsandwichöarna (Storbritannien). Den ligger i den nordvästra delen av Sydgeorgien och Sydsandwichöarna. Lyell Glacier ligger 202 meter över havet.
Terrängen runt Lyell Glacier är kuperad åt nordost, men åt sydväst är den bergig. Havet är nära Lyell Glacier norrut.  Trakten runt Lyell Glacier är nära nog obefolkad, med mindre än två invånare per kvadratkilometer. Trakten runt Lyell Glacier är permanent täckt av is och snö.